# Jioji Konrote
Jioji Konousi Konrote (Rotuma, 26 dicembre 1947) è un politico figiano, ex Presidente della repubblica delle Figi dal 12 novembre 2015 al 12 novembre 2021.
Maggiore generale delle Forze armate figiane, dopo aver comandato una missione militare in Libano, diventa, dal 2001 al 2006, ambasciatore (High Commissioner) delle isole Figi in Australia. Nel 2006, per un breve periodo viene nominato Ministro dell’Immigrazione, poi Ministro dell’Impiego, della Produttività e, dal 2014 al 2015, ministro dell’Industria. È il primo presidente che non sia i-Taukei, ossia etnico figiano, ed anche il primo appartenente alla congregazione avventista Seventh-day ad essere eletto in parlamento. Prima di lui i presidenti venivano eletti dal Great Council of Chiefs.